# Paolo Faragò
Pancrazio Paolo Faragò (Catanzaro, 12 febbraio 1993) è un ex calciatore italiano, di ruolo difensore o centrocampista.

## Biografia
È nato a Catanzaro da genitori originari di Zagarise, da cui acquisisce il primo nome, Pancrazio, che è il santo protettore del paese calabrese.
All’età di tre anni si è trasferito a Novara, città nella quale i genitori avevano trovato lavoro. È iscritto all'università, facoltà di Scienze dell'alimentazione, ed è tifoso dell’Inter.

## Carriera

### Club

#### Novara
Dopo aver giocato nel settore giovanile del Novara ha esordito in Serie B con la squadra piemontese nella stagione 2012-2013, nella quale dopo aver esordito in Coppa Italia ha messo a segno 2 gol in 16 partite in campionato; l'anno successivo realizza 2 reti in altrettante partite in Coppa Italia e continua a fare parte della rosa della squadra azzurra anche nel campionato di Serie B. Rimane in Piemonte anche nella stagione 2014-2015, in Lega Pro. Il 10 maggio 2015 il Novara viene promosso in Serie B con annessa vittoria del campionato. A questa vittoria segue quella della Supercoppa di Lega Pro.

#### Cagliari
Il 19 gennaio 2017 viene ceduto in prestito con obbligo di riscatto al Cagliari, con cui firma un contratto valido fino al 30 giugno 2020. Esordisce in Serie A il 22 gennaio 2017 contro la Roma, subentrando a Pisacane all'81º minuto. Il 25 ottobre seguente sigla la sua prima rete in Serie A, nel 2-1 contro il Benevento, oltre ad avere fornito l'assist decisivo per Pavoletti nel recupero. Il mese successivo segna nel successo interno contro il Verona segnando il gol decisivo nel 2-1 finale. Dopo una stagione 2017-2018 da titolare fisso sulla fascia destra (e in cui ha rinnovato sino al 2022), l'anno successivo viene nuovamente impiegato con frequenza, andando anche a segno nel vittorioso 2-1 contro la SPAL del 7 aprile 2019, prima di rimediare un infortunio che lo costringe a terminare anzitempo la sua stagione con 4 gare d'anticipo. Torna in campo il 20 ottobre 2019 contro la SPAL, realizzando la rete del definitivo 2-0 dei sardi.

#### Prestito al Bologna e rientro al Cagliari
Il 29 gennaio 2021 viene ceduto in prestito al Bologna. Sceglie il numero di maglia 43, per omaggiare l'album Via Paolo Fabbri 43 del cantautore Francesco Guccini. Il 23 maggio 2021 debutta con la maglia bolognese nell'ultima giornata del campionato di Serie A 2020-2021, nella gara interna persa per 1-4 con la Juventus, sostituendo Lorenzo De Silvestri. Alla fine della fine stagione ritorna in Sardegna.

#### Prestito al Lecce
Il 9 gennaio 2022 viene ufficializzato il suo passaggio al Lecce, in Serie B, in prestito con obbligo di riscatto. Debutta con i salentini il successivo 16 gennaio, subentrando nella partita vinta in trasferta contro il Pordenone (0-1). È costretto a saltare varie partite dal 13 febbraio al 2 aprile, a causa di un infortunio; il 25 aprile realizza la sua unica rete con i giallorossi, nel successo casalingo per 2-0 contro il Pisa.

#### Como e ritiro
Il 27 agosto 2022 passa a titolo definitivo al Como. Con la maglia dei comaschi raccoglie 17 presenze complessive.
Il 25 gennaio 2024 annuncia il ritiro dall'attività agonistica.

### Nazionale
Nel giugno del 2015 viene convocato dal mister Massimo Piscedda alle Universiadi in programma a luglio in Corea del Sud, vinte dagli azzurri 3-0 in finale contro i padroni di casa coreani.
Ha ricevuto alcune convocazioni con la B Italia, la prima delle quali durante la stagione 2012-2013.

## Statistiche

### Presenze e reti nei club
| Stagione        | Squadra         | Campionato      | Campionato | Campionato | Coppe nazionali | Coppe nazionali | Coppe nazionali | Coppe continentali | Coppe continentali | Coppe continentali | Altre coppe | Altre coppe | Altre coppe | Totale | Totale |
| Stagione        | Squadra         | Comp            | Pres       | Reti       | Comp            | Pres            | Reti            | Comp               | Pres               | Reti               | Comp        | Pres        | Reti        | Pres   | Reti   |
| --------------- | --------------- | --------------- | ---------- | ---------- | --------------- | --------------- | --------------- | ------------------ | ------------------ | ------------------ | ----------- | ----------- | ----------- | ------ | ------ |
| 2012-2013       | Novara          | B               | 16         | 2          | CI              | 1               | 0               | -                  | -                  | -                  | -           | -           | -           | 17     | 2      |
| 2013-2014       | Novara          | B               | 35+2       | 4          | CI              | 2               | 2               | -                  | -                  | -                  | -           | -           | -           | 39     | 6      |
| 2014-2015       | Novara          | LP              | 20         | 1          | CI+CI-LP        | 1+1             | 0               | -                  | -                  | -                  | SL-LP       | 0           | 0           | 22     | 1      |
| 2015-2016       | Novara          | B               | 36+3       | 7          | CI              | 1               | 0               | -                  | -                  | -                  | -           | -           | -           | 40     | 7      |
| 2016-gen. 2017  | Novara          | B               | 20         | 5          | CI              | 3               | 0               | -                  | -                  | -                  | -           | -           | -           | 23     | 5      |
| Totale Novara   | Totale Novara   | Totale Novara   | 127+5      | 19         |                 | 9               | 2               |                    | -                  | -                  |             | 0           | 0           | 141    | 21     |
| gen.-giu. 2017  | Cagliari        | A               | 9          | 0          | CI              | -               | -               | -                  | -                  | -                  | -           | -           | -           | 9      | 0      |
| 2017-2018       | Cagliari        | A               | 35         | 2          | CI              | 1               | 0               | -                  | -                  | -                  | -           | -           | -           | 36     | 2      |
| 2018-2019       | Cagliari        | A               | 26         | 1          | CI              | 3               | 0               | -                  | -                  | -                  | -           | -           | -           | 29     | 1      |
| 2019-2020       | Cagliari        | A               | 21         | 1          | CI              | 1               | 0               | -                  | -                  | -                  | -           | -           | -           | 22     | 1      |
| 2020-gen. 2021  | Cagliari        | A               | 8          | 0          | CI              | 1               | 1               | -                  | -                  | -                  | -           | -           | -           | 9      | 1      |
| gen.-giu. 2021  | Bologna         | A               | 1          | 0          | CI              | -               | -               | -                  | -                  | -                  | -           | -           | -           | 1      | 0      |
| 2021-gen. 2022  | Cagliari        | A               | 1          | 0          | CI              | 0               | 0               | -                  | -                  | -                  | -           | -           | -           | 1      | 0      |
| Totale Cagliari | Totale Cagliari | Totale Cagliari | 100        | 4          |                 | 6               | 1               |                    | -                  | -                  |             | -           | -           | 106    | 5      |
| gen.-giu. 2022  | Lecce           | B               | 8          | 1          | CI              | 1               | 0               | -                  | -                  | -                  | -           | -           | -           | 9      | 1      |
| 2022-2023       | Como            | B               | 17         | 0          | CI              | 0               | 0               | -                  | -                  | -                  | -           | -           | -           | 17     | 0      |
| 2023-gen. 2024  | Como            | B               | 0          | 0          | CI              | 0               | 0               | -                  | -                  | -                  | -           | -           | -           | 0      | 0      |
| Totale Como     | Totale Como     | Totale Como     | 17         | 0          |                 | 0               | 0               |                    | -                  | -                  |             | -           | -           | 17     | 0      |
| Totale carriera | Totale carriera | Totale carriera | 257        | 24         |                 | 16              | 3               |                    | -                  | -                  |             | 0           | 0           | 273    | 27     |

## Palmarès

### Club

#### Competizioni nazionali
- Lega Pro: 1

Novara: 2014-2015
- Supercoppa di Lega Pro: 1

Novara: 2015
- Campionato italiano di Serie B: 1

Lecce : 2021-2022

### Nazionale
- Universiade: 1

2015